# 古気候学
古気候学（こきこうがく、英: paleoclimatology）とは、過去の気候を研究する学問である。気候アーカイブ(プロキシデータ)を元にした測定、分析、およびデータ系列により、地質学的過去の気候条件を気候史の形で再構築し、様々な地質時代における気候変化事象のメカニズムを解読することを課題とする。
方法論に関しては、常に地史学の一部とされてきたが、物理的に影響を受けた近代的な気候学とも類似する。地球のほぼ全史を網羅する学際的な科学として、古気候学は古生物学、古地理学、気象学、海洋学の研究成果に依存しており、大気化学や地球物理学などの学問分野と協力している。ここ数十年では、天文学と天体物理学の研究成果がますます考慮されるようになってきている。
古気候学的手段により、地球の過去および将来の気候展開に関する根拠に基づいた声明を発することが、いよいよ可能となった。後者については、地球温暖化などの既に始まっている展開と、起こりうる氷河時代などの未来へ続く事象の両方に関係する。さらに、気候感度をより正確に算定し、急激な気候変化の原因と結果を探るために古気候学的データが用いられる。

## 気候を推定する方法
古気候学が現代気候学と違うのは、対象となる気候を、直接、計測機器により科学的に観測した結果が得られない点である。そこで、地球科学に求められる「観測に基づいた推定や考察」を行うため、間接的に観測する方法が採られている。その手段には、様々なものが用いられる。
まず挙げられるのは、氷床から取り出される氷床コアである。氷床コアには、過去に降った雪が積み重なっており、雪が降った当時の空気もその中に閉じこめられている。したがって、その空気を抽出することで、その当時の空気の組成などを知ることができる。また、氷の水分子中の水素や酸素の同位体比を調べることで、過去の海面気温の変化を推定することができる。条件の良い資料では最大70万年前までの気候が推定でき（EPICA、ドームふじなど）、その他のものでも数十万年間程度の気候を推定できる。それより古いものは、融解によってすでに失われていると考えられている。
また、年輪年代学に基づく研究も行われている。同年代に生育した多数の年輪サンプルから標準年輪曲線を作成し、その幅の大小から気候を知ることができる。温暖な時期は幅が広く、寒冷な時期は幅が狭くなる。さまざまな樹種・生育環境・樹齢のサンプルを集めた精度の高い標準年輪曲線を、地中の枯死した木の年輪と比較することで、過去の気候の推定に応用することができる。現在、年輪に基づく推定では過去約1万年程度の気候が推定されている。
湖底や海底の堆積物に含まれる動植物の化石や花粉、堆積物中の物質の同位体比の分析によっても過去の気候変化の様子を知ることができる。
傾向として、温暖期には生物の死骸や花粉などの堆積物は増加し、寒冷期には減少する。それらの変化傾向と、放射年代測定などの年代測定法を組み合わせて推定する。

## 地球の気候の歴史
堆積物や化石・岩石等の資料、氷河、年輪などの考古資料を分析すると、新しい年代ほど気候の変化が小刻みに変動していくようなデータが得られる。これは、年代が古くなるほど年代推定が荒くなるためであり、必然的に古い気候ほど変化のスパンは長くなってしまう。ここでは、時代を適切に区切って、各区切りの中での出来事を記述する。

### 地球誕生以降
| 年代                       | 名称                                            | 気候の特徴                                                                                 |
| -------------------------- | ----------------------------------------------- | ------------------------------------------------------------------------------------------ |
| 24億年前 - 21億年前        | ヒューロニアン氷期(Huronian)                    | 全球凍結とまではいかないものの非常に低温だったと推定される。堆積物等の痕跡がないため推定。 |
| -                          | -                                               | -                                                                                          |
| 7億5千万年前-7億年前       | スターティアン氷期(Sturtian)                    | 全球凍結になったと考えられる。                                                             |
| -                          | -                                               | -                                                                                          |
| ?-6億4千万年前(数千万年間) | マリノア氷期(Marinoan)                          | 再び全球凍結になったと考えられる。                                                         |
| -                          | -                                               | -                                                                                          |
|                            | カンブリア紀・オルドビス紀の温暖期              |                                                                                            |
| -                          | -                                               | -                                                                                          |
| 4億6千万年前ー4億3千万年前 | アンデス・サハラ氷期(Andean-Saharan glaciation) |                                                                                            |
| -                          | -                                               | -                                                                                          |
|                            | デボン紀の温暖期                                |                                                                                            |
| -                          | -                                               | -                                                                                          |
| 3億6千万年前-2億6千万年前  | カルー氷期(Karoo Ice Age)                       |                                                                                            |
| -                          | -                                               | -                                                                                          |
|                            | ペルム紀の温暖期                                |                                                                                            |
| -                          | -                                               | -                                                                                          |
|                            | 三畳紀の温暖期                                  |                                                                                            |
| -                          | -                                               | -                                                                                          |
|                            | 白亜紀の温暖期                                  |                                                                                            |
| -                          | -                                               | -                                                                                          |
| 約300万年前-現在           | 第四紀氷期(Quaternary)                          | 現在の氷期。                                                                               |

### 第四紀氷期
第四紀氷期中の氷期（寒冷期）と間氷期（温暖期）とを細分化して列挙。年代はBP。
| 年代                | 名称                          | 気候の特徴 |
| ------------------- | ----------------------------- | --- |
| 155万年前―130万年前 | ブレメントニアンBramertonian  | |
| 130万年前―80万年前  | プレパストニアンPre-Pastonian | |
| 80万年前―60万年前   | パストニアンPastonian         | |
| 60万年前-58.5万年前 | ドナウI氷期                   | |
| 58.5万年前-55万年前 | ?間氷期                       | |
| 55万年前-54万年前   | ドナウII氷期                  | |
| 54万年前-47万年前   | ドナウ・ギュンツ間氷期        | |
| 47万年前-33万年前   | ギュンツ氷期                  | |
| 33万年前-30万年前   | ギュンツ・ミンデル間氷期      | |
| 30万年前-23万年前   | ミンデル氷期                  | |
| 23万年前-18万年前   | ミンデル・リス間氷期          | |
| 18万年前-13万年前   | リス氷期                      | |
| 13万年前-7万年前    | リス・ヴュルム間氷期          | |
| 7万年前-1万5千年前  | ヴュルム氷期（最終氷期）      | この中で、ダンスガード・イベントと呼ばれる温暖期とそれに先行するハインリッヒ・イベント（ローレンタイド氷床の大規模流出）が20回程度、1,000-2,000年周期で繰り返し発生している。 |
| 1万5千年前-現在     | 後氷期（最終間氷期）          | 現在進行中の間氷期。 |

- 上の表の60万年前以前はGibbard, P.およびvan Kolfschoten, T.(2004)[1]による。200万年前頃をヒーバー氷期、それ以降をヒーバー・ドナウ間氷期とする考え方もある。

### 最終間氷期
1つの最終間氷期を気候変動によってさらに細かく分けた亜氷期（寒冷期）と亜間氷期（温暖期）との推移を示す。年代はBP。プレボレアルの開始である1万300年前BP以降は、地質時代における完新世で、それ以前は更新世に属する。
これは，もともと、ヨーロッパの層序学における花粉分布の特徴から推定された気候の時代区分である。そのため、ヨーロッパの気候の変化を基準にしていて、世界的な気候の傾向を表していない部分もあるが、世界的傾向が認められる部分もある。また、この数千年単位の変動周期の中にもさらに変動があり、極端な例ではヤンガードライアス末期には10年間で8℃という急激な気温上昇（氷床コアによる推定）があった。
| 年代                      | 名称                               | 気候の特徴 |
| ------------------------- | ---------------------------------- | --- |
| 2万年前-1万5千年前        | 最終氷期最盛期Last Glacial Maximum | ヴュルム氷期（最終氷期）晩期の最も寒冷化した時代。                                                                                             |
| 1万5千年前-1万2,500年前   | オールデストドリアス Oldest Dryas  | 最終間氷期のはじまり。 |
| 1万2,500年前-1万2,000年前 | ベーリング Bølling oscillation     | |
| 1万2,000年前-1万1,800年前 | オールダードリアス Older Dryas     | |
| 1万1,800年前-1万800年前   | アレレード Allerød oscillation     | |
| 1万800年前-1万300年前     | ヤンガードリアス Younger Dryas     | 数十年間で気温が急低下・急上昇したと推定される。ヨーロッパを中心に北半球では顕著だったが、南半球では先行して寒冷化が起こるというズレがあった。 |
| 1万300年前-9,700年前      | プレボレアル Preboreal             | |
| 9,700年前-7,500年前       | ボレアル Boreal                    | 8,200年前に大規模な寒冷化が始まって400年間続いた。現在よりも2-3℃気温が低かったと推定されている。                                               |
| 7,500年前-5,000年前       | アトランティック Atlantic          | 完新世の気候最温暖期（ヒプシサーマル）で、現在よりも世界平均で2-3℃暖かかった。                                                                 |
| 5,000年前-2,500年前       | サブボレアル Subboreal             | ネオグラシエーションと呼ばれる氷河の前進が世界的に起こった寒冷期。                                                                             |
| 2,500年前-現在            | サブアトランティック Subatlantic   | 温暖期。 |

### 有史時代の気候
- 古代寒冷期 - 紀元前1000年-紀元前200年。
- 古代温暖期 - 紀元前200年-200年
- 中世寒冷期（古墳寒冷期） - 200年-700年
  - 535年から536年の寒冷期(Extreme weather events of 535–536) - 文献や考古資料によると、世界各地で535～536年に突発的な寒冷化と荒天などの異常気象が発生したと推定される。原因としては火山の噴火（いわゆる火山の冬）や隕石の衝突が挙げられているが、有力な説として、クラカタウを含むスンダ海峡での巨大噴火が指摘されている。
- 中世温暖期 - 700or900年-1250年
- 小氷期 - 1250年-1850年 - 火山の噴火が多発したことから、エアロゾルによる日射量の減少が平均気温を押し下げたとする見方がある。
  - 1353年～1357年頃 - 西ヨーロッパを中心に1315年から1317年の大飢饉(Great Famine of 1315–1317)。ニュージーランドのカハロアの噴火によるものと推定。
  - 1453年～1454年頃 - ヨーロッパや中国で異常気象。バヌアツのクワエの噴火によるもの。
  - 1601年頃 - ロシアやヨーロッパを中心に寒冷な年となった。日本や中国でも影響あり。ペルーのワイナプチナの噴火によるもの。
  - 1783年～1784年頃 - ヨーロッパやアメリカで寒冷化。アイスランドのラキの噴火によるもの。
  - 1816年 - ヨーロッパやアメリカを中心に急激な寒冷化（夏のない年)。インドネシアのタンボラ山の1815年の噴火によるもの。
- 地球温暖化期 - 1850年頃-現在。

## 気候変化の周期性
気候変化には多数の周期性がみられる。10万,4万及び2万年単位のミランコビッチ・サイクルに関連するもの、約1500年周期のボンドサイクル、約1000年周期のダンスガード・オシュガーサイクルなどがある。

## 関連文献
- 中塚武『気候適応の日本史-人新世をのりこえる視点』歴史文化ライブラリー　吉川弘文館　2022年2月　ISBN　9784642059442